# جين ويليامز
جين ويليامز (بالإنجليزية: Jane Williams)‏ (المولودة باسم: جين كليفلاند؛ 21 يناير 1798 - 8 نوفمبر 1884) هي امرأة بريطانية اشتهرت بترابطها مع شاعر الرومانسية بيرسي بيش شيلي. نشأت جين بين إنجلترا والهند، قبل أن يتزوجها ضابط بحري وتستقر في لندن. وسرعان ما تركته وتزوجت ضابطًا عسكريًا آخر هو إدوارد إليركر ويليامز. بعد أن غادرت هي وإدوارد إنجلترا إلى إيطاليا، تعرفا على بيرسي وماري شيلي. رغم أنها لم تكن لها علاقة رومانسية بشيلي، إلا أنه عندما اقتربت نهاية حياته أصبح مفتوناً بها بشدة ووجه العديد من قصائده إليها. بعد وفاة شيلي وإدوارد ويليامز في حادث قارب، عاشت مع توماس جيفرسون هوغ، وهو صديق مقرب لشيلي، وأنجبت معه طفلين. وقد أمضت بقية حياتها ربة منزل في لندن.

## حياتها المبكرة (نشأتها) وزواجها الأول
ولدت جين في ماريليبون لعائلة ثرية تمتلك مكتبة واسعة. أنجبتها والدتها عندما كانت قريبة من عمر الأربعين. توفي والدها بعد فترة وجيزة من ولادتها، وقد قضى معظم حياته يعمل في الهند. سرعان ما قامرت والدتها بشكل كبير من ثروة العائلة.
كفتاة شابة، تعلمت الغناء والعزف على القيثارة والإيتار والبيانو. بحلولها منتصف سن المراهقة، امتلكت جين أجرًا سنويًا بمقدار 30 جنيهاً إسترلينياً فقط. قضت جين الكثير من حياتها المبكرة حول ضباط الجيش. كان شقيقها، جون ويلر كليفلاند، ضابطاً في الجيش البريطاني وقد وصل في النهاية إلى رتبة جنرال. أُرسل إلى الهند وهو شاب. قضت جين جزءاً من طفولتها في الهند. أثناء وجودها في الهند، تعلمت اللغة الهندية (الهندوستانية) وظلت تتقن اللغة طوال حياتها. غالبًا ما أدخلت الألحان الهندية في موسيقاها.
بعد عودتها إلى لندن، وقعت في حب جون إدوارد جونسون، الذي كان قبطان سفينة من سفن إيست انديامان (سفن تابعة لشركة إيست انديامان كانت تعمل بالتجارة بين القرنين السابع عشر والتاسع عشر). كانت هذه المهنة مربحة، وقد تزوجا في كنيسة القديس بانكراس القديمة في عام 1814. على الرغم من أنها كان من الممكن أن تسافر معه، بقيت جين في المنزل. انفصلا بعد فترة قصيرة، على الأرجح بسبب سوء معاملة جون لها. قالت جين في وقت لاحق إنها عانت من «جروح لا يمكن شفاؤها» أثناء زواجها منه.

## علاقتها مع إدوارد ويليامز
بعد مغادرة جون جونسون في رحلة في مايو 1817، قررت جين تركه من أجل إدوارد إليركر ويليامز، الذي لربما يكون قد عرفها عليه جون. كان ويليامز خريج كلية إيتون وقد خدم في البحرية قبل أن يصبح ملازماً في الخيالة الثامنة. ورث إدوارد ما يكفي من المال من والده، المؤرخ العسكري وسليل أوليفر كرومويل، ما سمح لهما بالعيش بشكل مريح. رغم أنهما لم يتزوجا أبداً من الناحية القانونية، إلا أنها أصبحت زوجته الشرعية وبدأت الإشارة إلى نفسها باسم السيدة جين ويليامز. أثارت علاقتهما في البداية الاستنكار والاستياء من قبل عائلتيهما، إذ وبّخهما شقيق جين وزوجة والد إدوارد على قراراتهما. اعتذر شقيق جين لاحقاً، وأعلن أن جونسون «رفيق حقير». غير أن زوجة والد إدوارد، كانت دائماً مستاءة من جين. على الرغم من أن حركة البريد لمسافات طويلة كانت بطيئةً جداً آنذاك، فقد تبادلت جين وزوجها السابق رسائل غاضبة بعد فترة وجيزة من تركها له وزواجها من إدوارد. عندما عاد جون إلى لندن في أواخر عام 1818، لم يبذل أي جهد لإجبار جين على العودة إليه، رغم أنه كان من حقه القانوني القيام بذلك.
قرر جين وإدوارد مغادرة لندن في عام 1819 بعد الاستماع إلى صديق إدوارد توماس ميدوين يتحدث عن رحلاته إلى أوروبا. سافرا إلى جنيف في سبتمبر 1819 واستقرا في منزل وجده ميدوين لهم. كانت جين حاملًا في شهرها الرابع عند وصولهما. في فبراير 1820، أنجبت طفلهما الأول، إدوارد ميدوين وليامز. أصبحت جين حاملًا مرة أخرى في ذلك الصيف. غادر ميدوين جنيف في سبتمبر 1820 لزيارة قريبه، بيرسي شيلي، في بيزا. ثم سافرت جين وإدوارد إلى فرنسا لعدة أشهر، قبل الانضمام إلى ميدوين وعائلة شيلي في بيزا في يناير 1821.

## في إيطاليا
استمتع جين وإدوارد بالعيش في إيطاليا وتفاهما سريعاً مع بيرسي وماري شيلي. وسرعان ما غادرهم ميدوين للسفر إلى روما. ولدت طفلهما الثاني، جين روزاليند، في مارس 1821. بينما كانا يعيشان في بيزا، تناولت العائلتان (عائلة ويليامز وعائلة شيلي) العشاء في كثير من الأحيان وذهبتا للتنزه معاً. لم يلبث إدوارد وبيرسي شيلي وقتاً طويلاً قبل أن يصبحا صديقين مقربين وكثيراً ما كانا يذهبان للإبحار بالقوارب، على الرغم من أن هذه الممارسة كانت تثير عصبية زوجاتهما. قرأ بيرسي شيلي في كثير من الأحيان شعره لإدوارد، الذي كان شديد الإعجاب بجودته. شجع شيلي إدوارد على البدء في كتابة مسرحية بنفسه.
في ذلك الصيف، انتقل كل من الزوجين إلى منازل صيفية قريبة. في نوفمبر، عادوا إلى بيزا والتقوا باللورد بايرون، الذي قد وصل مؤخراً إلى هناك. قامت العائلتان فيما بعد بمشاركة منزل في مكان بعيد بالقرب من ليريسي، حيث زارهم إدوارد جون تريلاوني في أوائل عام 1822. على الرغم من أنهم استمتعوا بصحبة بعضهم البعض، إلا أن المنزل كان صغيراً وأدت الترتيبات إلى نزاعات عديدة بين الخدم في كل أسرة.

## سحر شيلي
في يونيو 1822، عانت ماري شيلي من إجهاض جعلها مكتئبة وسريعة الانفعال. بعد الصراعات التي تسبب بها هذا الأمر في زواجها، كَنَّ بيرسي شيلي مشاعر قوية لِجين. وقد سُحِر بشكل خاص من خلال مواهبها الموسيقية ومهارتها كربة منزل. رأى شيلي جين امرأة مثالية أو حتى خارقة للطبيعية (يوتوبيّة)، مثلت تجسيداً للصفات التي كان يسعى إليها دائماً في النساء. تسبب هذا الانجذاب والأحياء القريبة التي عاشت فيها العائلتان بما وُصف بأنه «توتر غير عادي ومتصاعد داخل الأسرة المتفرقة عن بعضها». على الرغم من أنها كانت ممتنة من الاهتمام، إلا أن جين حرصت على عدم الرد بالمثل علناً لتجنب إثارة شكوك زوجها. ونجحت في محاولاتها لمنع إدوارد من الشك في الخيانة من طرفها.

### الشعر
كتب شيلي أحد عشرة قصيدة لِجين خلال ذلك الوقت. كانت بمثابة الإلهام الرئيسي لآخر القصائد التي كتبها قبل وفاته. لم يزعج هذا إدوارد؛ كان فخوراً بأن زوجته ألهمت هذا الشعر. أكد بعض كُتّاب سيرة شيلي أن مشاعره بالنسبة لِجين كانت أفلاطونية تماماً، على الرغم من أن باحثين مختلفين قد لاحظوا مواضيع متعلقة بالرغبات الجنسية المحبطة في شعر شيلي خلال هذه الفترة. أشار نقاد آخرون إلى أن شيلي في هذه الفترة كان يكافح من أجل تحديد مشاعره في قصائده.
بحكم انجذابه مسبقاً إلى نساء موسيقيات أخريات، أعرب شيلي عن تقديره الكبير لمواهب جين. عزفت جين بمهارة على الفلوت والقيثارة والإيتار. كان شيلي مفتونًا بشكل خاص بصوت جين حين تغني، لدرجة أن بعض المعلقين أشاروا إلى أنه كان له تأثير منوم عليه. اشترى شيلي مرة قيثارة لِجين، وأحيا ذكرى هذه الهدية في قصيدة «مع غيتار، لِجين». في هذه القصيدة، يعزو لصوتها القدرة على تحسين مشاعر جمهورها. احتفظت جين بالإيتار طوال حياتها وغالباً ما عزفت عليه. اشترى لها شيلي أيضاً آلة موسيقية أخرى وأراد أن يهديها قيثارة، لكنه تخلى عن تلك الفكرة بسبب تكاليفها.
حاول شيلي أن يخفي مشاعره لها في هذه القصائد لأنه توقع أن تقرأها مع زوجها إدوارد. في بعض الحالات، تحدث شيلي عن القصائد التي كانت مستوحاة من مشاعره لِجين لكل من إدوارد وجين معاً. بعد كتابته لقصائد كانت عواطفه فيها أقل تمويهاً، مثل «ثعبان محروم من الجنة»، لمّح إلى إدوارد أنه لا يريد أن ترى جين القصيدة. استخدم شيلي أيضاً إدوارد كبديل له، جاعلاً إدوارد يقرأ لِجين قصائد ملأها شيلي بالضمائر المبهمة والتلميحات/ الإيحاءات. خلال هذا الوقت، أخفى بيرسي شيلي العديد مما كان بينه وبين جين عن زوجته ماري. نقلت جين في وقت لاحق ما أعطاها إياه شيلي من قصائد لتوماس ميدوين وإدوارد جون تريلاوني. ونشرها تريلاوني لاحقاً.